# 奥滕多夫
奥滕多夫（德語：Otterndorf，發音：[ˈɔtɐndɔʁf] ⓘ）是德国下萨克森州库克斯港县的城市，面积33.55平方千米，2023年12月31日人口为7,555人。